# Neomediomastus leptus
Neomediomastus leptus är en ringmaskart som beskrevs av Green 2002. Neomediomastus leptus ingår i släktet Neomediomastus och familjen Capitellidae. Inga underarter finns listade i Catalogue of Life.